# Jan Valenta
Plukovník Jan Valenta (20. května 1894 Kloboučky – 21. června 1942 Brno) byl československý legionář, důstojník a odbojář z období druhé světové války popravený nacisty.

## Život

### Mládí a první světová válka
Jan Valenta se narodil 20. května 1894 v Kloboučkách u Bučovic v malorolnické rodině Ondřeje a Františky (rozená Zouharová) Valentových. V Bučovicích absolvoval reálnou školu, vysokoškolské studium mu přerušilo vypuknutí první světové války a narukování do Rakousko-uherské armády. Jako jednoroční dobrovolník bojoval na ruské frontě v rámci 49. pěšího pluku a dosáhl hodnosti desátníka. Dne 17. 9. 1915 padl u Deražna do zajetí a o necelý rok poté v červenci 1916 byl zařazen do Československých legií v hodnosti vojína. Prošel sibiřskou anabází, do Československa se vrátil v roce 1920 jako příslušník 1. střeleckého pluku Mistra Jana Husi.

### Mezi světovými válkami
Jan Valenta pokračoval ve službě u 1. pěšího pluku v Českých Budějovicích, který vznikl sloučením jeho pluku z legií s místním 91. pěším plukem. Poté sloužil v Praze a nakonec na zemském velitelství v Brně nejprve jako náčelník 4. oddělení a posléze jako náčelník štábu 6. divize. Oženil se s Helenou Valentovou, manželům se narodila dcera Věra a syn Vladimír.

### Protinacistický odboj
Po německé okupaci a rozpuštění armády nastoupil na Zemský úřad v Brně, pak ale musel jako bývalý legionář odejít do penze. Od počátku se účastnil odboje v organizaci Petičním výboru Věrni zůstaneme a v Obraně národa. Zatčen gestapem byl 9. října 1941 a poté vězněn na Kounicových kolejích. V době Heydrichiády byl stanným soudem odsouzen k trestu smrti a 21. června 1942 popraven. Jeho tělo bylo zpopelněno v brněnském krematoriu o den později. V roce 1946 byl in memoriam povýšen do hodnosti plukovníka.